# Otobius lagophilus
Otobius lagophilus är en fästingart som beskrevs av Cooley och Glen M. Kohls 1940. Otobius lagophilus ingår i släktet Otobius och familjen mjuka fästingar. Inga underarter finns listade i Catalogue of Life.